# John Isaacs
John William Isaacs (Panama, 15 settembre 1915 – Bronx, 26 gennaio 2009) è stato un cestista statunitense.

## Carriera
È membro del Naismith Memorial Basketball Hall of Fame dal 2015.
Tra i primi giocatori afroamericani professionisti, vinse la prima storica edizione del World Professional Basketball Tournament, vestendo la maglia dei New York Rens.
Ha successivamente militato i numerose squadre delle varie leghe professionistiche statunitensi.